# Mehlis-Drüse
Die Mehlis-Drüse (auch Mehlissche Drüse, nach Eduard Mehlis) oder Schalendrüse ist eine Drüse im weiblichen Geschlechtsapparat der Plattwürmer. Die Mehlis-Drüse umgibt den Ootyp, eine Erweiterung des Eileiters, in dem die befruchteten Eizellen mit Dotterzellen aus den Dotterstöcken und mit einer Schale umgeben werden. Die Schale entsteht aus Proteinen der Dotterzellen, an welche sich Lipoproteine aus der Mehlis-Drüse außen anlagern.